# دلینگسدورف
دلینگسدورف (به آلمانی: Delingsdorf) یک شهر در آلمان است که در Stormarn واقع شده‌است. دلینگسدورف ۲٬۱۸۳ نفر جمعیت دارد.